# Wefau
Wefau ist ein osttimoresischer Ort im Sucos Cowa (Verwaltungsamt Balibo, Gemeinde Bobonaro).
Das Dorf liegt im Süden des Sucos Cowa, in der Aldeia Futatas, auf einer Meereshöhe von 399 m. Eine Abzweigung der Hauptstraße des Sucos führt von Futatas vorbei am Berg Bauwain (570 m) nach Wefau und endet schließlich weiter südlich an einem Posten der Grenzpolizei (UPF), nahe dem Talau, dem Grenzfluss zu Indonesien. Südwestlich von Wefau liegt der Berg Tubu Kilaren (431 m).